# راهبک گونه‌خاکستری
راهبک گونه‌خاکستری (نام علمی: Nonnula frontalis)، گونه‌ای از پرندگان نزدیک گنجشک‌سان از خانواده پفی‌مرغان (Bucconidae) (شامل پفی‌مرغ‌ها، راهبک‌ها و مرغ‌های راهبه) است که در کلمبیا و پاناما یافت می‌شود.